# Shinkansen-Baureihe 300
Die Shinkansen-Baureihe 300 (japanisch 新幹線300系電車 Shinkansen 300-kei densha) war ein japanischer Hochgeschwindigkeitszug, der seit 1992 auf der Strecke Tōkaidō und Sanyō Shinkansen von JR Central und der JR West eingesetzt wurde. Die neuen Fahrzeuge ersetzten die Shinkansen-Baureihe 0 und die Shinkansen-Baureihe 100. Die Züge wurden alle bis Ende März 2012 ausgemustert.

## Design

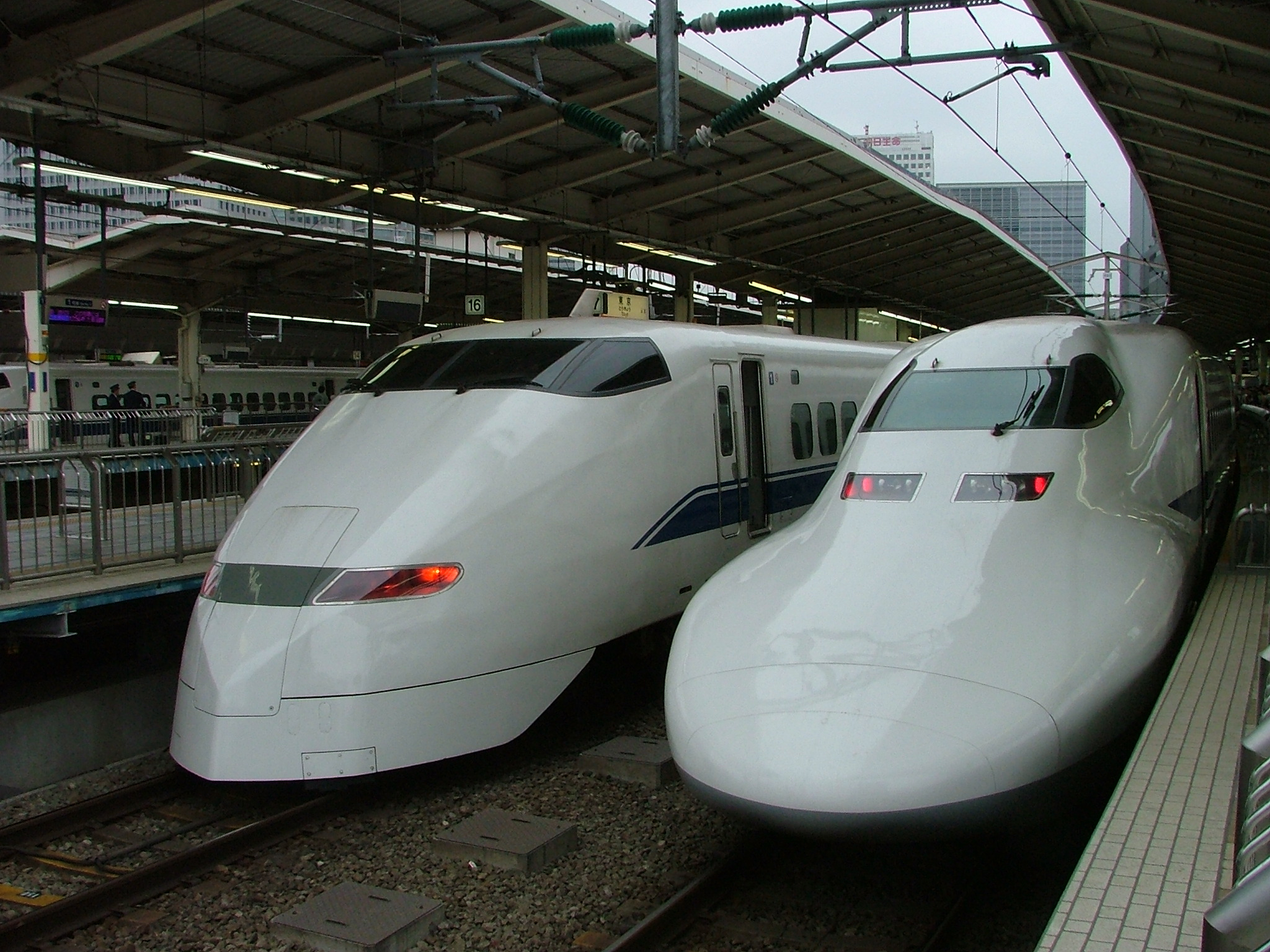
Baureihe 300 neben 700

Die Baureihe 300 waren die ersten Shinkansen, die anstatt vier Motoren (für jede Achse einen) mit nur drei Traktionsmotoren ausgestattet wurden. Es handelte sich dabei um moderne Drehstrom-Asynchronmotoren, während die Vorgängerbauarten einfache Wechselstromantriebe nutzten. Die Fahrzeuge bestanden ausschließlich aus 16 Wagen. Anstelle von Speisewagen wurden zwei Wagen mit Imbiss-Ständen ausgestattet, die später, um mehr Sitzplätze zu schaffen, wieder entfernt wurden.
Die Formgebung dieser Einheiten erinnerte an einen gekrümmten Keil an der Vorderseite. Die neue „Nase“ ersetzte somit die raketenähnliche Front älterer Baureihen (0, 100, 200). Die Fahrzeuge waren alle brillantweiß mit einem dicken blauen Streifen unterhalb der Fenster lackiert.

## Varianten

### Vorserie J0, 300-9000

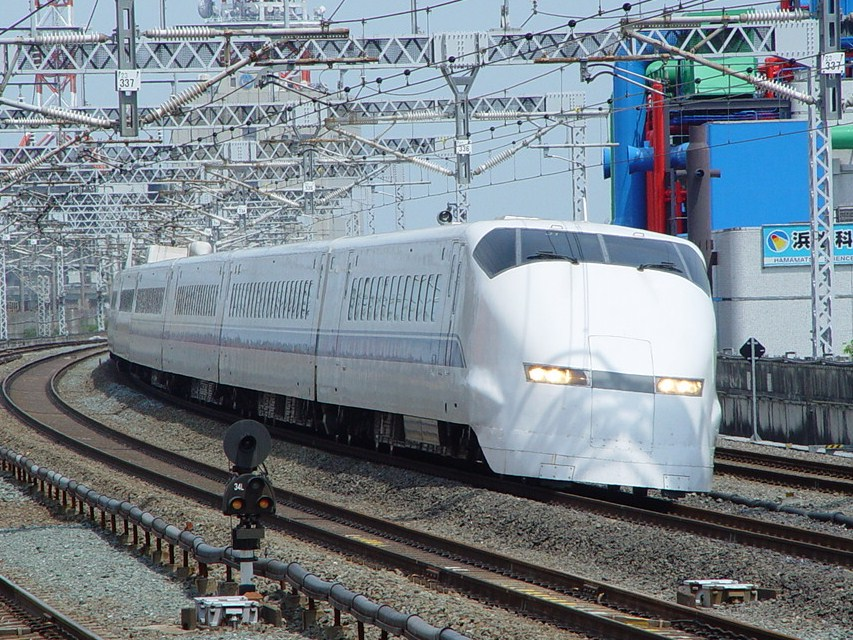
Ex-Prototyp „J1“ nahe der Hamamatsu-Station bei einer Testfahrt, April 2003

Der Zug der Vorserie „300-9000“, auch nach Baunummer J0 genannt, absolvierte am 8. März 1990 die erste Probefahrt und wurde zahlreichen Tests unterzogen, bevor im März 1992 die Baureihe 300 Serienreife erlangte. Am Morgen des 1. März 1991 erzielte die J0-Einheit eine Geschwindigkeit von 325,7 km/h auf der Tōkaidō Shinkansen zwischen Maibara und Kyoto. Dies war zu jener Zeit in Japan Geschwindigkeitsrekord für ein Schienenfahrzeug.
Im März wurde der J0-Zug modifiziert und mit der neuen Baunummer J1 an die JR Central übergeben. Die J1-Einheit unterscheidet sich zu den Nachfolgenummern anhand einer geänderten Frontscheibe, anders angebrachter Scheinwerfer und anderer Seitenbleche an der Front. Des Weiteren war der „J1“ auch noch mit fünf Stromabnehmern (andere Einheiten später mit zwei) ausgestattet. Aufgrund begrenzter Wassertanks konnte dieses Fahrzeug nur die Strecke Toyko-Hakata befahren, bevor die Tanks nachgefüllt werden mussten. Die anderen Baunummern mit größeren Tanks bewältigten auch die Rückfahrt ohne nachzufüllen, weshalb die J1-Einheit hauptsächlich auf den Strecken von Tokyo nach Osaka/Okayama/Hiroshima zum Einsatz kam.
Ab 2001 wurde „J1“ als Testzug für die JR Central eingesetzt, um neues digitales ATC-Equipment auf der Tokaido Shinkansen zu testen. Die Einheit J1 wurde im März 2007 als erste ausgemustert.

### JR Central J-Serie
60 Züge zu je 16 Wagen (Baunummern J1-J61) wurden von der JR Central betrieben. Die Einheiten wurden im Zeitraum Februar 1992 bis Oktober 1998 geliefert. Im Dezember 1998 wurde die Baunummer „J59“ für Tests mit neuen Einholmstromabnehmern der Shinkansen-Baureihe 700 ausgestattet. Nach Ende der Testphase wurden bis Ende 2002 alle Einheiten mit diesen Stromabnehmern modifiziert.
Mit der Einführung der Shinkansen-Baureihe 700 wurden bis Juli 2007 die ersten Fahrzeuge abgestellt. Die gesamte Baureihe wurde schließlich bis zum März 2012, mit dem Fahrplanwechsel, komplett ausgemustert.

### JR West F-Serie
9 Züge zu je 16 Wagen (Baunummer F1-F9) wurden als Baureihe „300-3000“ von der JR West auf der Strecke San’yō-Shinkansen betrieben. Die Einheiten wurden im Zeitraum Dezember 1992 bis September 1993 geliefert. Als erste Serieneinheit wurde „F5“ im Juli 2011 ausgemustert.

## Ausstattung

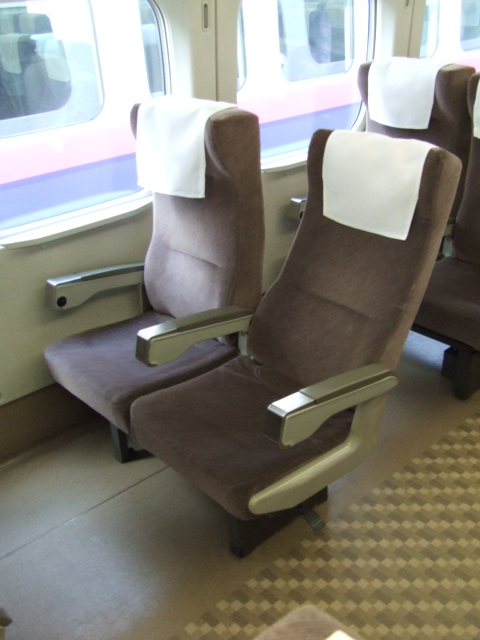
JR Central (J-Serie), Sitze der 2. Klasse
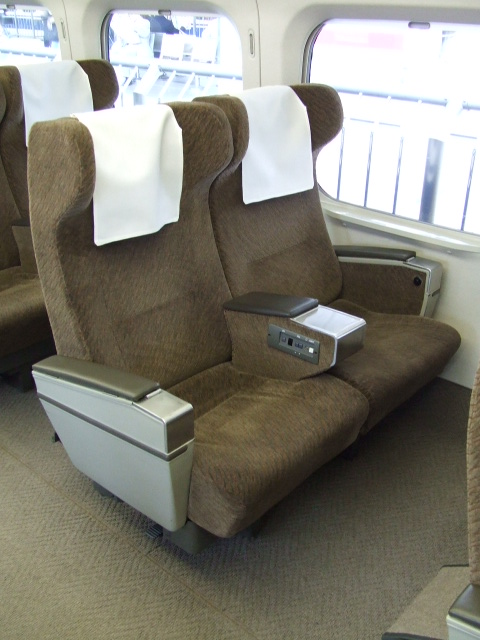
JR Central (J-Serie), „Green Car“-Klasse

## Geschichte
- Januar 1988: Das Projekt der „Baureihe 300“ wird begonnen.
- 8. März 1990: Produktion der Einheit 300-9000 (Vorserien-Baunummer „J0“) ist beendet.
- April 1990: Testfahrten mit dem Fahrzeug starten.
- Oktober 1990: Geschwindigkeitsrekord von 303,1 km/h bei Testfahrten.
- 1. März 1991: Geschwindigkeitsrekord von 325,7 km/h bei Testfahrten.
- Juli 1991: Ein Dauertest bis März 1992 startet.
- Februar 1992: Die erste produzierte Serien-Einheit (Baunummer „J2“) wird geliefert.
- März 1992: Auf der Tokaido-Shinkansen Nozomi wird die Baureihe mit 270 km/h Höchstgeschwindigkeit eingesetzt.
- Juni 1992: Die Vorserien-Einheit J0 wird auf der Sanyo-Shinkansen getestet.
- Dezember 1992: Die erste Serie F-Einheit (Baureihe 300-3000) wird ausgeliefert.
- März 1993: Der planmäßige Verkehr auf der Strecke Toyko-Hakata wird aufgenommen.
- 10. März 1993: Die frühe „J0“-Einheit wird zur „J1“-Version umgerüstet.
- April 1994: Ab der Baunummer „J16“ werden Schiebetüren eingebaut.
- August 1995: Ab der Baunummer „J30“ werden nur 2 Stromabnehmer anstatt 3 eingebaut.
- März 1996: Die Höchstgeschwindigkeit auf der Hikari-Route wird auf 270 km/h angehoben.
- Oktober 1998: Die Produktion der Baureihe 300 wird beendet.
- September 1999: Ab der Baunummer „J9“ werden die Züge auf Einholmstromabnehmer umgerüstet.
- Dezember 2001: Die Baureihe 300 wird von Nachfolgereihen auf der Nozomi-Route ersetzt.
- März 2007: Der erste Zug der Baureihe 300, „J1“, wird ausgemustert.
- Juli 2007: Erste Serieneinheit der JR Central, „J14“, wird ausgemustert.
- Juli 2011: Die erste Serieneinheit der JR West, „F5“, wird ausgemustert.
- März 2012: Die Baureihe 300 wird vollständig außer Dienst gestellt.

(Quelle:)

## Erhaltene Exemplare

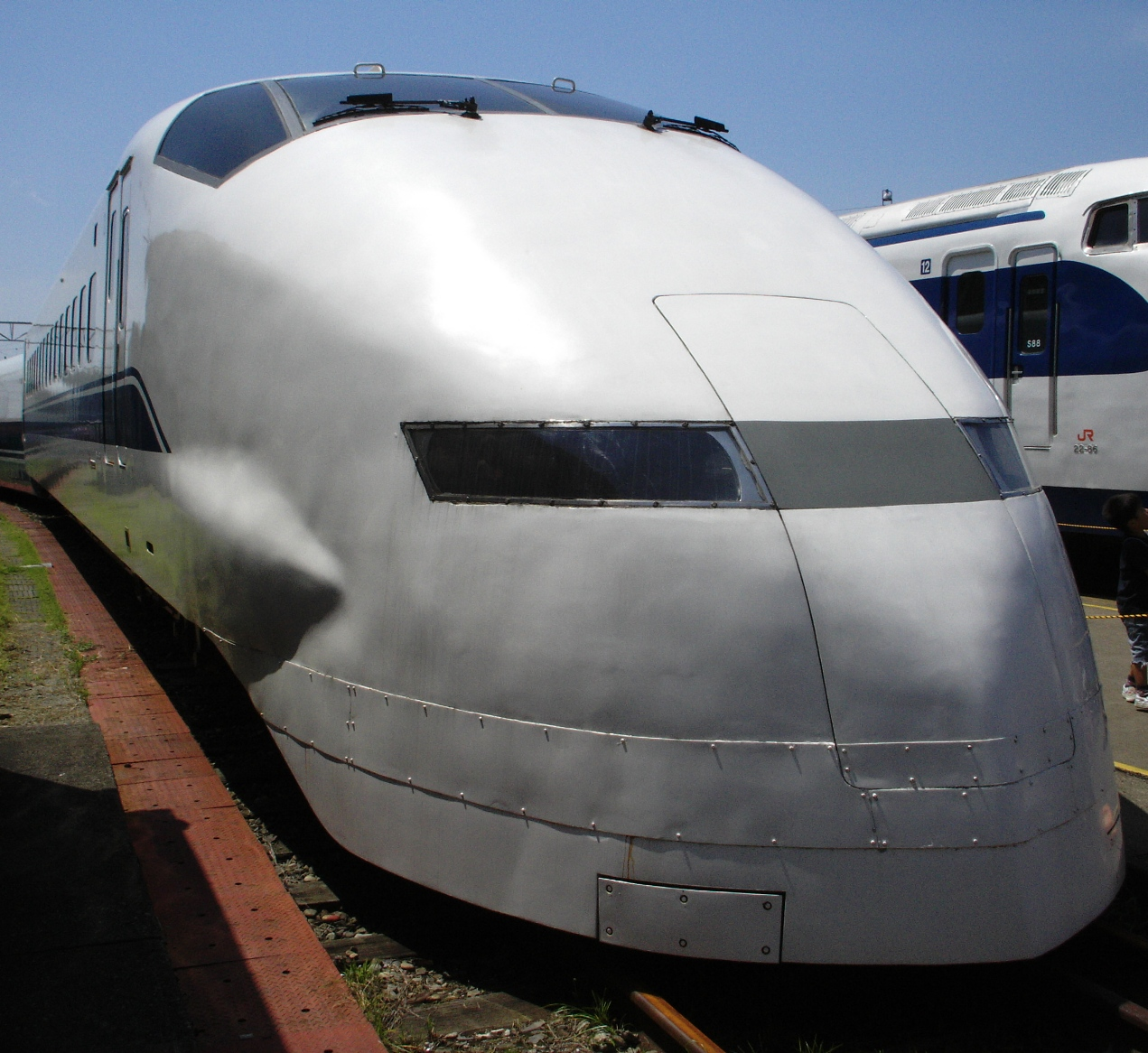
Der ex-Prototyp J1 322-9001 in Hamamatsu, Juli 2007

- 322-9001 (ehemaliger Prototyp „J1“) in Hamamatsu, Präfektur Shizuoka.[7]